# Creoleon patrizianus
Creoleon patrizianus is een insect uit de familie van de mierenleeuwen (Myrmeleontidae), die tot de orde netvleugeligen (Neuroptera) behoort. 
Creoleon patrizianus is voor het eerst wetenschappelijk beschreven door Navás in 1932.